# 新吴区图书馆
31°33′06″N 120°22′14″E / 31.55167°N 120.37052°E
新吴区图书馆，全称无锡市新吴区图书馆，原为无锡新区图书馆，是位于中华人民共和国江苏省无锡市新吴区的一个公立图书馆、国家一级图书馆。

## 沿革
2010年，无锡新区在中国首次采用以政府购买公共服务的形式，通过公开招标，将无锡新区公共图书馆的建设、管理、运行和服务外包给艾迪讯电子科技（无锡）有限公司。2012年5月29日，中华人民共和国文化部创新奖评审委员会办公室公示，无锡新区申报的“公共图书馆数字化建设与创新管理”项目获得第四届文化部创新奖。2015年在无锡市部分行政区划调整后设立新吴区，原无锡新区图书馆更名为新吴区图书馆。2018年12月，新吴区图书馆创办少儿分馆。